# Anlegung
Anlegung oder Pinning ist ein verfahrenstechnischer Begriff, der bei der Herstellung von Kunststoffflachfolien verwendet wird. Man versteht darunter das Anpressen von einem noch flüssigen Schmelzefilm an die Gießwalze zu seiner schnellen und gleichmäßigen Abkühlung. Dadurch erreicht man eine homogene Erstarrung des Polymerfilms auf der Kühlwalze als so genannte Vorfolie (prefilm).
Das Ziel der Anlegung ist eine schnelle und gleichmäßig vollständige Verdrängung der Luftschicht zwischen der Gießwalze und dem Schmelzefilm. Es darf bei der Flachfolienherstellung keine Luft zwischen dem Schmelzefilm und Gießwalze eingeschlossen werden, die den Wärmeübergang beeinträchtigt und zu späteren Folienfehlern führen können. 
Bei der Herstellung von Polyesterfolie ist das elektrostatische Pinning die gängige Methode zum Anpressen des Schmelzefilms an die Gießwalze. Der noch flüssige Schmelzefilm, der aus einer Breitschlitzdüse austritt, wird elektrostatisch aufgeladen. Das geschieht mittels eines Drahtes oder Metallbandes, im Millimeterabstand über dem Schmelzefilm, an dem eine Spannung zwischen 6 und 10 kV liegt. Dabei fließt ein Strom von 2 bis 10 mA. Die verwendete Spannung muss wenig kleiner sein als die Überschlagspannung in der Luft. Die Kühlwalze selbst ist geerdet. Der positiv geladene Anlegedraht und die positiv aufgeladene Folie stoßen einander ab, während die geerdete Gießwalze die Polymerschmelze anzieht. Dadurch wird der Schmelzefilm glatt auf die Walze gepresst und die Luft dazwischen entfernt.
Grundsätzlich funktioniert diese elektrostatische Anlegemethode nur mit polaren Polymeren wie Polyethylenterephthalat, mit einer Dipolstruktur O-H. 
Bei Polyolefinen verwendet man für den gleichen Zweck, der Anlegung, meist ein sogenanntes Luftmesser. Das ist eine Luftdüse mit einem engen Düsenspalt, die den Schmelzefilm durch einen scharfen Luftstrom an die Gießwalze presst.